# Chloroclystis denotatus
Chloroclystis denotatus är en fjärilsart som beskrevs av Edward Meyrick 1891. Chloroclystis denotatus ingår i släktet Chloroclystis och familjen mätare. Inga underarter finns listade i Catalogue of Life.